# Callerya australis
Callerya australis är en ärtväxtart som först beskrevs av Stephan Ladislaus Endlicher, och fick sitt nu gällande namn av Anne M. Schot. Callerya australis ingår i släktet Callerya och familjen ärtväxter. Inga underarter finns listade i Catalogue of Life.